# Paraphamartania syriaca
Paraphamartania syriaca är en tvåvingeart som först beskrevs av Ignaz Rudolph Schiner 1867.  Paraphamartania syriaca ingår i släktet Paraphamartania och familjen rovflugor. Inga underarter finns listade i Catalogue of Life.